# راهروی زیرزمینی
راهروی زیرزمینی (به لهستانی: Przejscie podziemne) یک فیلم تلویزیونی ۳۰ دقیقه‌ای به کارگردانی کریستوف کیشلوفسکی است که در سال ۱۹۷۳ تولید و در ۱۹۷۴ منتشر شده‌است. فیلم‌نامهٔ این فیلم توسط ایره‌نوش ایریدینسکی و کریستوف کیشلوفسکی نوشته شده‌است.

## خلاصه داستان
معلمی از یک شهر کوچک به دیدن همسر قهرکرده‌اش می‌آید که در شهری بزرگ طراح ویترین فروشگاه است. سرانجام پیش از خداحافظی، زن اجازه می‌دهد شوهرش او را نوازش کند.